# Dalmacia
Dalmacia (en serbocroata: Dalmacija, Далмација; pronunciado [dǎlmaːt͡sija]) es una región histórica y geográfica que se encuentra en la costa del mar Adriático que pertenece a Croacia, y en pequeña medida continúa hacia Montenegro, hasta la ciudad de Kotor (en italiano: Cattaro) y la bahía homónima. Bosnia y Herzegovina tiene una pequeña salida al Adriático en torno a la ciudad de Neum, de unos 20 km.

## Geografía
Ocupa una superficie de aproximadamente 12 000 kilómetros cuadrados (4633 mi²) que se extiende por una estrecha franja de tierra que comprende la vertiente occidental de los Alpes Dináricos y la llanura litoral a lo que se suman un conjunto de islas alargadas y paralelas a la costa (archipiélago Dálmata), cuyo origen se debe al hundimiento de cadenas montañosas. La mayoría de la población (2 millones de habitantes aproximadamente) se concentra en el litoral peninsular. La capital regional es la ciudad portuaria de Split (Spalato). Otras ciudades, también puertos importantes, son: Dubrovnik (Ragusa) y Zadar (Zara). La península de Istria se considera históricamente como parte de la región, como también la costa de Albania hasta la ciudad puerto de Cattaro (Kotor) (conocida antiguamente como la Albania veneciana).
La Dalmacia se dividió después en tres partes. De la primera se apoderaron los venecianos, la otra pasó al dominio de los turcos, y en la tercera se erigió la República de Ragusa, cuya capital era la antigua Epidauro. En el día lo que pertenecía a Venecia y lo que formaba la República de Ragusa, junto con la Albania veneciana, compone una provincia del imperio de Austria con el antiguo nombre de Dalmacia, quedando lo restante en poder de los turcos.

## Historia
En la antigüedad Dalmacia estuvo poblada por ilirios y albergó colonias griegas. Dalmacia formaba en otro tiempo un Estado poderoso, que a mediados del siglo II estaba sometido a Gencio, rey de Iliria. Los dálmatas-ilirios fueron vasallos de los romanos desde el año 229. Pablo Emilio se apoderó de Delminium —término del que se cree derivó el nombre actual de Dalmacia— en el 21. Marcio Figulo (155), y Nasica Corculum (154), sometieron a los dálmatas y los autariales. Lucio Metelo sometió el resto del país sin derramar sangre en 118, y tomó de allí el nombre de Dalmático.
En el año 9, Dalmacia se rebeló, pero esta sublevación fue al momento sofocada. Después de la caída del imperio de Occidente, Dalmacia fue conquistada por los hérulos, después por los Ostrogodos, hasta que por último quedó reunida al imperio de Constantinopla bajo Justiniano. En efecto la Dalmacia romana, según el historiador Theodor Mommsen, estaba completamente romanizada (cuando empezaron las invasiones bárbaras) y todos sus habitantes hablaban el latín.
En 640, los sorabos (un pueblo eslavo) se establecieron en ella, al mismo tiempo que los khrowatas o croatas en Liburnia (Croacia). Estos pueblos fueron algún tiempo tributarios de los ávaros; reconocieron enseguida la soberanía de los emperadores francos. Sin embargo, la Dalmacia marítima, es decir, Zara, Trau, Spalato, Ragusa quedó autónoma en manos de los autóctonos neolatinos.
La Dalmacia actual fue cedida a los bizantinos por el tratado de 812. Poco a poco estos pueblos se hicieron independientes. Los croatas y los dálmatas de la costa ejercieron largo tiempo la piratería, de lo que provinieron las guerras con Venecia (997), que se apoderó de las ciudades de la Dalmacia marítima. En 1052, el croata Kresimir Pedro las reconquistó y tomó el título de rey de Dalmacia y de Croacia. Tuvo por sucesores a Demetrio Zvonimir y a Esteban, el cual nombró por sus herederos a los reyes de Hungría en 1088.
Durante la Edad Media, periodo de apogeo del Ducado de Merania (Terra Merania en españolaso ducado de zonas marítimas), se disputaron su posesión bizantinos y francos, pasando más tarde a estar sometida completamente a Venecia desde 1420 hasta 1797. La influencia de Venecia empezó alrededor del año 1000 y terminó solamente con Napoleón, que la incluyó en su Reino napoleónico de Italia (1805–1814). Dicha influencia fue predominante en lo cultural y artístico, manifestándose también en el idioma italiano que era hablado como lengua madre por un tercio de los dálmatas cuando llegó Napoleón y entendido por todos.
De acuerdo al viajero español Pedro Estala, en su libro editado en 1800 relata que:

«En primer lugar los Esclavones, que forman un mismo pueblo con los Servianos ó Rascianos que mezclados con algunos Húngaros y Alemanes habitan en la Esclavonia. En segundo lugar los Croatos que unidos con colonias de Alemanes y de Válacos ocupan la Croacia y la Esclavonia: en tercero los Dálmatas, que están mezlados con colonias venecianas, turcas y albanesas. La lengua de estas naciones iliricas es la esclavona con tres dialectos diversos, el de Dalmacia, el de Croacia y el de Rascia: sin embargo, los Croatos y los Rascianos (servios) hablan en el dia el húngaro y el aleman; los Dálmatas, el italiano y el turco; y los Válacos, que se han establecido en el pais llano de la Iliria, hablan la lengua válaca. Los Croatos y los Rascianos se visten generalmente á la húngara, los Dálmatas á la veneciana y á la turca, excepto algunos que conservan sus antiguos trages. Los Ilirios se emplean en la agricultura, en el comercio y en la carrera militar; pero los Dálmatas se aplican más bien a la navegacion.»

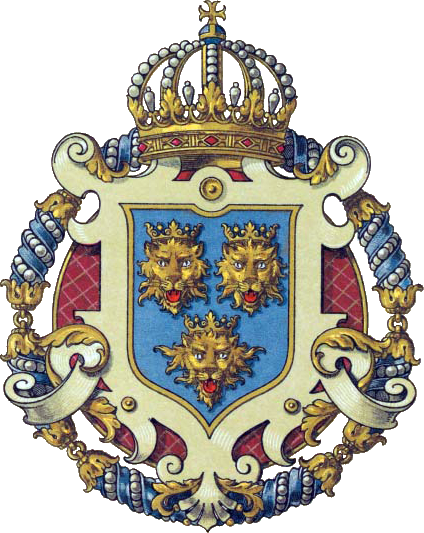
Escudo del Reino de Dalmacia bajo el Imperio austriaco.

Tras la caída del imperio napoleónico fue incorporada por Austria. Después de la I Guerra Mundial, Italia incorporó Istria, Zara y las islas del norte de Dalmacia (Cherso, Lussino y Lagosta), mientras que Yugoslavia se anexionó el resto. Italia (durante la II Guerra Mundial) conquistó la mayor parte de Dalmacia en 1941, creando el italiano Gobiernatorado de Dalmacia, que duró hasta septiembre de 1943 cuando Italia se rindió a los Aliados.
Durante la ocupación fascista comenzó una limpieza étnica, con la italianización forzada de nombres, apellidos y toponimia de debido a estas medidas,varias etnias fueron obligadas a abandonar sus hogares como la comunidad esclava de más de 120000 personas. A partir de las leyes raciales esa persecución se agudiz el 18 de julio de 1942 se destruyó la sinagoga, y el 19 de mayo de 1943 fueron saqueados muchos negocios propiedad de judíos y eslavos. Cerca de allí en la ciudad de la Risiera di San Sabba, el único campo de exterminio con cámara de gas en territorio italiano y donde fueron asesinados judíos, otras minorías y partisanos.
Toda Dalmacia pasó finalmente (1945) a formar parte de Yugoslavia hasta su desintegración, momento en que se constituyó en una de las regiones de Croacia. En la actual Croacia democrática se están desarrollando organizaciones políticas regionales dálmatas que desean una autonomía y que se inspiran en el antiguo alcalde de Spalato/Split, Antonio Bajamonti.
Una pequeña parte de Dalmacia pertenece a Montenegro (alrededor de Cattaro) y a Bosnia, enclave heredado de los tiempos de la ocupación otomana, llamado Neum.
La región está teniendo actualmente un considerable desarrollo turístico.

## Disputas modernas por la composición geográfica de Dalmacia
Se ha manifestado que la composición geográfica de la Dalmacia histórica, que comprendía históricamente las ciudades de Zadar (Zara), Split (Spalato), Sibenik (Sebenico), Dubrovnik (Ragusa) y Kotor (Cattaro), quedaba limitada a las cuatro primeras, dejando de lado también al enclave de Neum, perteneciente a Bosnia y Herzegovina. Esto se debe a que durante el siglo XX en la región solo se consideraba el porcentaje mayor de representación étnica para determinar si determinada región o localidad pertenecía a un estado, siendo así que independientemente de la pertenencia geográfica de una localidad, esta iba unida a la composición étnica de la población, en detrimento de la ubicación histórica-geográfica de tal ciudad, como es el caso de Kotor (Cattaro), asimilando a Dalmacia solo lo que pertenece hoy a Croacia.